# Xevioso
Xevioso és un cràter sobre la superfície del planeta nan Ceres, situat amb el sistema de coordenades planetocèntriques a 1.2 ° de latitud nord i 311.1 ° de longitud est. Fa un diàmetre de 8.5 km. El nom va ser fet oficial per la UAI el 25 d'agost del 2017 i fa referència a Xevioso, déu del tro i de la fertilitat de la cultura dels fon.